# Locomotiva Basarabeasca
Le Locomotiva Basarabeasca est un club de football moldave créé en 1995, à Basarabeasca.

## Historique
- 1995 - Locomotiva Basarabeasca